# Pixie Lott (álbum)
Pixie Lott é o autointitulado terceiro álbum de estúdio da cantora inglesa Pixie Lott. O disco foi lançado em 1º de agosto de 2014 pela gravadora Virgin EMI. A canção "Nasty" serviu como o primeiro single do trabalho.

## Antecedentes e lançamento
Depois de completar a turnê do seu álbum Young Foolish Happy em 2012, Lott anunciou em junho daquele ano que daria início à gravação do seu terceiro disco. A cantora disse ao Daily Star que viajaria à Nova York para trabalhar com "os caras que fizeram os discos da Motown [Records] nos anos de 1960". O álbum também foi gravado em Miami e em Londres. O trabalho foi finalizado pela metade de 2013, quando Lott anunciou que o lançaria em 2014. Em dezembro, a artista confirmou durante um bate-papo pelo Google+ que o álbum seria autointitulado porque, de acordo consigo, é o que mais a representa de todos seus lançamentos. Na mesma ocasião, a arte de capa do disco foi divulgada. Inicialmente programado para ser lançado em 12 de maio de 2014, o Pixie Lott teve seu lançamento adiado. Neste mesmo mês, Lott divulgou a lista de faixas e um vídeo na sua conta do Instagram em que confirmava a nova data de distribuição da obra para o Reino Unido como 4 de agosto de 2014.

## Divulgação
Junto à confirmação do título do álbum, Lott lançou um vídeo promocional da faixa "Heart Cry" que fora filmado em Paris e mostra a cantora lamentando-se por um relacionamento amoroso. No evento do anúncio dos indicados aos Brit Awards de 2014 em 9 de janeiro, a cantora apresentou "Nasty", música que viria a ser lançada como o primeiro single do Pixie Lott em 7 de março. "Nasty" atingiu a nona posição na tabela das canções mais vendidas no Reino Unido publicada pela Official Charts Company (OCC) e o número 43 na lista irlandesa da Irish Recorded Music Association (IRMA). O vídeo acompanhante do single fora divulgado em 15 de janeiro e mostra cenas de Lott dançando numa festa. Outras faixas promocionais incluem "Ain't Got You" e "Ocean", que foram lançadas pela cantora durante o período de divulgação do álbum. A última teve a gravação de uma apresentação acústica disponibilizada no canal de Lott no YouTube em 14 de maio de 2014.
Em julho de 2014, o single promocional "Heart Cry" foi disponibilizado para download gratuito pela loja Amazon.co.uk no dia 21. No dia 24 do mesmo mês, o segundo single oficial do Pixie Lott, "Lay Me Down", foi lançado.

## Recepção da crítica
| Críticas profissionais | Críticas profissionais |
| Avaliações da crítica  | Avaliações da crítica  |
| Fonte                  | Avaliação              |
| ---------------------- | ---------------------- |
| Allmusic               | [ 18 ]                 |
| Daily Express          | 2/5                    |
| Daily Mail             | [ 20 ]                 |
| Evening Standard       | [ 21 ]                 |
| Irish Independent      | [ 22 ]                 |
| The Observer           | [ 23 ]                 |
| The Times              | [ 24 ]                 |

O Pixie Lott recebeu, no geral, críticas mistas. Adrian Thrills, escrevendo para o Daily Mail, comentou que o álbum é de uma cantora "indo para a frente". Thrills afirmou que embora o álbum não contenha uma sonoridade inovadora pela influência das gravadoras Motown e Stax nas décadas de 1960 e 70, a voz de Lott é o maior destaque ao longo da audição das faixas, o que é perceptível nas mais lentas. Comparações com o disco anterior da artista, Young Foolish Happy, são feitas e, por ele conter muitas colaborações, o redator aponta que ela ficara sem muito espaço. Apesar disso, Thrills conclui que dessa vez no Pixie Lott, a inglesa está por conta própria e fazendo música "com petulância e segurança". O crítico do Allmusic Stephen Thomas Erlewine foi favorável ao trabalho ao descrevê-lo como uma tentativa de Lott mudar sua própria imagem "jovial" se inspirando na sonoridade da Motown. Apesar disso, Erlewine afirma que é a característica divertida da cantora que torna o trabalho bom, pois, de acordo com ele, "Lott não consegue fugir dos seus instintos entusiásticos, e essa vivacidade é o motivo do Pixie Lott ser uma agradável obra de pop bem produzida". Comentários sobre a mudança para um público mais adulto por parte de Lott foram feitos por David Smyth, do Evening Standard, que notou a dispensa de sons eletrônicos como no álbum anterior "em favor de um som mais orgânico que parece uma versão mais leve da Amy Winehouse". Canções elogiadas incluem "Break Up Song", "Out with a Bang" (sic) e "Kill a Man", das quais a última foi chamada de "improvável" por ser um trabalho feito com base no grupo de hip hop Cypress Hill. O redator terminou sua crítica: "Lott canta de uma forma impressionante, mas surpreendentemente com pouca emoção."
O Pixie Lott também recebeu críticas negativas. Martin Townsend, do Daily Express, elogiou o primeiro single "Nasty" e chamou Lott de a cantora de música pop mais distintiva das últimas décadas, mas definiu o álbum apenas como contendo um "r'n'b contemporâneo comum e crescente diferenciado apenas pelo canto nasalizado meio feio de Lott". Killian Fox, do The Observer, criticou a homenagem à sonoridade da Motown que a artista fizera. O editor abordou que no Pixie Lott, o estilo de música associado à gravadora fica "reduzido" e, embora a execução como um todo seja positiva, o álbum é homogêneo pela "produção conformista até as músicas fracas que revelam sobre o que são nos primeiros versos". Fox concluiu sua crítica: "Às vezes, a imitação não é um elogio tão bom assim." O Irish Independent elogiou a voz da cantora, mas apontou que o problema principal do álbum é que a maioria dele "é de segunda mão", como explicado por "Nasty" soar como uma faixa de Aguilera, já que a música fora uma vez desta.

## Desempenho comercial
O Pixie Lott, na trajetória semanal que terminou em 7 de agosto de 2014, estreou no número cem da lista publicada pela Irish Recorded Music Association (IRMA) com os cem álbuns mais vendidos na Irlanda. Esta é a colocação mais baixa de um álbum de Lott no país. No dia 10, a Official Charts Company (OCC) publicou que o Pixie Lott havia estreado na 15.ª posição da tabela britânica. O disco teve vendas de 3.895 cópias na sua primeira semana no Reino Unido. Dentro do último país, o trabalho alcançou, na sua semana de estreia, o número dezenove na Escócia pela lista regional da OCC. Na Coreia do Sul, o Pixie Lott estreou na semana indicada para 3 a 9 de agosto em duas compilações para álbuns: a compreensiva de todos os vendidos no país, em que ele atingiu a octogésima quarta posição, e a exclusiva de artistas internacionais, em que o disco alcançou sua melhor colocação ao posicionar-se no número onze. O trabalho também ficou no número 37 da lista mensal de agosto de 2014 para artistas estrangeiros na Coreia do Sul, onde o Pixie Lott vendeu 176 unidades no período indicado.
| Tabela (2014)                               | Melhor posição |
| ------------------------------------------- | -------------- |
| Coreia do Sul (Gaon) - Edição nacional      | 84             |
| Coreia do Sul (Gaon) - Edição internacional | 11             |
| Escócia (Official Charts Company)           | 19             |
| Irlanda (Irish Recorded Music Association)  | 100            |
| Reino Unido (Official Charts Company)       | 15             |

| Tabela (2014)                               | Melhor posição |
| ------------------------------------------- | -------------- |
| Coreia do Sul (Gaon) - Edição internacional | 37             |

## Lista de faixas
Créditos adaptados da edição japonesa do Pixie Lott.
| N.º            | Título          | Compositor(es)                                                                              | Produtor(es)                         | Duração |  |
| 1.             | "Nasty"         | Jack Splash Thomas Callaway Claude Kelly Harry Casey Richard Finch Billy Nicols James Brown | Jack Splash                          | 2:46    |  |
| 2.             | "Lay Me Down"   | Adam Pallin Ashton Parsons Matt Parad                                                       | Jerry Abbott (a) A.D.A.M.            | 3:25    |  |
| 3.             | "Break Up Song" | Pixie Lott Rami Afuni Jim Irvin                                                             | Abbott (a) (b) Rami Afuni            | 3:47    |  |
| 4.             | "Champion"      | Jonathan Green Mads Hauge Phil Thornalley                                                   | Mads Hauge Jon Green Phil Thornalley | 2:55    |  |
| 5.             | "Kill a Man"    | Lott Afuni Louis M. Freeze Larry E. Muggerud Senen Reyes Lowell Fulsom Jimmy McCracklin     | Abbott (b) Afuni                     | 3:17    |  |
| 6.             | "Ain't Got You" | Andrew Wyatt                                                                                | Jerry Abbott                         | 4:08    |  |
| 7.             | "Heart Cry"     | Afuni                                                                                       | Abbott (b) Afuni                     | 3:32    |  |
| 8.             | "Ocean"         | Lott Jerry Abbott Irvin                                                                     | Abbott                               | 4:13    |  |
| 9.             | "Raise Up"      | Lott Harry Craze Hugo Chegwin Lisa Greene Gavin Jones                                       | Craze & Hoax (c) Abbott (b)          | 3:37    |  |
| 10.            | "Bang"          | Lott Afuni Maureen Anne McDonald                                                            | Abbott (b) Afuni                     | 3:34    |  |
| 11.            | "Leaving You"   | Lott Abbott Irvin                                                                           | Abbott                               | 3:47    |  |
| 12.            | "Cry and Smile" | P. Lott Charlie-Ann Lott Abbott Andrew Jackson                                              | Abbott                               | 3:39    |  |
| Duração total: | Duração total:  | Duração total:                                                                              | Duração total:                       | 42:40   |  |

| Faixa bônus da edição japonesa |                                                  |                                                    |                         |         |  |
| N.º                            | Título                                           | Compositor(es)                                     | Produtor(es)            | Duração |  |
| 13.                            | "(Your Love Keeps Lifting Me) Higher and Higher" | Gary Jackson Raynard Miner Carl Smith              | Abbott                  | 3:26    |  |
| 14.                            | "Cry Baby"                                       | P. Lott Daniel James Leah Haywood Kasia Livingston | Abbott (b) Dreamlab     | 3:31    |  |
| 15.                            | "The Girl You Left Behind"                       | P. Lott Abbott Irvin                               | Abbott                  | 3:15    |  |
| 16.                            | "Nasty" (com The Vamps)                          | Splash Callaway Kelly Casey Finch Nicols Brown     | Jay Reynolds Splash (c) | 2:47    |  |

Notas
- Nota a:  indica um produtor vocal.
- Nota b:  indica um produtor adicional.
- Nota c:  indica o produtor original da faixa.

Créditos de amostras
- "Nasty" e "Nasty" (com The Vamps) possuem demonstrações de "Dance Across the Floor", escrita por Harry Casey e Richard Finch; "Do It ('Til You're Satisfied), escrita por Billy Nichols; e "Funky President", escrita por James Brown.

## Histórico de lançamento
| País        | Data                 | Formato               | Gravadora  |
| ----------- | -------------------- | --------------------- | ---------- |
| Alemanha    | 1° de agosto de 2014 | Download digital      | Universal  |
| Irlanda     | 1° de agosto de 2014 | CD e download digital | Universal  |
| Brasil      | 4 de agosto de 2014  | Download digital      | Universal  |
| Moçambique  | 4 de agosto de 2014  | Download digital      | Universal  |
| Portugal    | 4 de agosto de 2014  | Download digital      | Universal  |
| Reino Unido | 4 de agosto de 2014  | CD e download digital | Virgin EMI |
| Japão       | 6 de agosto de 2014  | CD e download digital | Universal  |
| Portugal    | 7 de agosto de 2014  | CD                    | Universal  |
| Alemanha    | 8 de agosto de 2014  | CD                    | Universal  |